# Penisola Antartica
La Penisola Antartica è l'estremo settentrionale del continente antartico e l'unica parte dello stesso a includere una parte che supera ampiamente il circolo polare antartico. 

## Storia
La data del primo avvistamento della penisola è controversa, apparentemente avvenne però il 27 gennaio 1820 da parte di una spedizione della Marina Imperiale Russa guidata da Fabian Gottlieb von Bellingshausen. Ma non venne riconosciuto come terraferma quello che pensavano fosse un campo di ghiaccio coperto da piccole collinette.
Tre giorni dopo, il 30 gennaio 1820, Edward Bransfield e William Smith, con una spedizione britannica, furono i primi a tracciare una mappa di parte della Penisola Antartica. Quest'area venne poi chiamata Penisola della Trinità e costituisce l'estrema porzione nord-orientale della penisola. Il successivo avvistamento confermato avvenne nel 1832 da parte di John Biscoe, un esploratore britannico, che chiamò la parte settentrionale della penisola antartica Terra di Graham.
Un cacciatore di foche del XIX secolo, John Davis, fu quasi certamente il primo a sbarcare nel continente. Ma i cacciatori di foche erano riservati riguardo ai loro movimenti (e i loro registri erano deliberatamente inaffidabili) per proteggere eventuali nuovi luoghi di caccia dalla concorrenza. Tra il 1901 e il 1904, Otto Nordenskjöld guidò la spedizione antartica svedese, una delle prime spedizioni ad esplorare parti dell'Antartide. Sbarcarono nella penisola antartica nel febbraio 1902, a bordo della nave Antarctic, che affondò non lontano dalla penisola. Tutto l'equipaggio fu salvato da una nave argentina. La spedizione britannica Graham Land tra il 1934 e il 1937 effettuò rilevamenti aerei utilizzando un aereo de Havilland Fox Moth e concluse che Graham Land non era un arcipelago ma una penisola.
L'accordo sul nome "Penisola Antartica" da parte dell'organismo statunitense US-ACAN (Advisory Committee on Antarctic Names, Comitato consultivo sui nomi antartici) e quello britannico UK-APC (Antarctic Place-Names Committee, Comitato per i nomi dei luoghi antartici)  avvenne nel 1964 risolvendo una differenza di lunga data sull'uso del nome usato dagli Stati Uniti ("Palmer Peninsula") e del nome britannico ("Graham Land"). La disputa venne risolta facendo della Terra di Graham la parte della Penisola Antartica a nord della linea tra Capo Jeremy e Capo Agassiz; e Palmer Land la parte a sud di quella linea, che è circa 69° S. Palmer Land prende il nome dal cacciatore di foche degli Stati Uniti Nathaniel Palmer. Il nome cileno, O'Higgins Land, fu dato in onore di Bernardo O'Higgins, patriota cileno e appassionato dell'Antartide. La maggior parte degli altri paesi di lingua spagnola la chiamano la Península Antártica , sebbene anche l'Argentina la chiami ufficialmente Tierra de San Martín.
Altre parti della penisola prendono il nome dalle varie spedizioni che le scoprirono, tra cui le coste Bowman, Black, Danco, Davis, English, Fallières, Nordenskjöld, Loubet e Wilkins. La sovranità sulla penisola è contesa fra Cile, Argentina e Regno Unito, come ogni altro territorio antartico ricade però sotto quanto stabilito nel trattato Antartico.

## Geografia
Situata di fronte alle coste del Sud America, si estende da capo Adams, posto alla base della penisola e affacciato nel Mare di Weddell fino allo stretto Antartico (Antartic Sound) un braccio di mare che separa il continente dall'Arcipelago di Joinville. Il punto più settentrionale della penisola è vicino a Hope Bay 63° 23' S e 57° 00' O, chiamato prime head 63° 13' S. Il territorio è prevalentemente montuoso con cime che raggiungono i 2.800 m s.l.m. La catena montuosa che ne costituisce la struttura è considerata un proseguimento della catena delle Ande a cui è unita da una dorsale sottomarina.
Fa parte della più grande penisola dell'Antartide occidentale, sporgendo per 1.300 km da una linea tra Capo Adams (Mare di Weddell) e un punto sulla terraferma a sud delle Isole Eklun. Sotto la calotta glaciale che la ricopre, la Penisola Antartica è costituita da una serie di isole rocciose, separate da profondi canali i cui fondali giacciono a profondità notevolmente inferiori all'attuale livello del mare. Sono uniti da una calotta glaciale interrata. La Terra del Fuoco, la punta più meridionale del Sud America, si trova a circa 1.000 km di distanza attraverso il passaggio di Drake. 
Ha una superficie di 522.000 chilometri quadrati ed è coperta per l'80% da ghiacci. L'ecosistema marino attorno alla piattaforma continentale occidentale della Penisola Antartica (WAP) è stato sottoposto a rapidi cambiamenti climatici. Negli ultimi 50 anni, il clima marittimo caldo e umido dell’AMP settentrionale si è spostato verso sud. Questo cambiamento climatico sposta sempre più il clima antartico continentale freddo e secco, un tempo dominante. 
Questo riscaldamento regionale ha causato risposte a più livelli nell'ecosistema marino, come l'aumento del trasporto di calore, la diminuzione dell'estensione e della durata del ghiaccio marino, il declino locale dei pinguini di Adelia dipendenti dal ghiaccio, l'aumento dei pinguini Gentoo e dei pinguini sottogola tolleranti al ghiaccio, alterazioni del fitoplancton e dello zooplancton. composizione della comunità, nonché cambiamenti nel reclutamento, nell'abbondanza e nella disponibilità del krill per i predatori. 
E' costellata di numerose stazioni di ricerca e le nazioni hanno avanzato molteplici rivendicazioni di sovranità. La penisola fa parte di rivendicazioni contestate e sovrapposte da parte di Argentina, Cile e Regno Unito. Nessuna di queste rivendicazioni ha riconoscimento internazionale e, secondo il Sistema del trattato Antartico, i rispettivi paesi non tentano di far valere le proprie rivendicazioni. La rivendicazione britannica, tuttavia, è riconosciuta da Australia, Francia, Nuova Zelanda e Norvegia. Dal 2018 l'Argentina ha il maggior numero di basi e personale di stanza nella penisola di qualsiasi altra nazione.

### Clima
La geografia della penisola Antartica pone, di per sé, un caso unico dal punto di vista climatologico: si tratta infatti dell'unica area del pianeta dove i venti e le correnti marine circolano liberamente intorno al globo, senza altra ingerenza se non questa lingua di terra, protesa nell'Oceano Pacifico meridionale; a complicare ulteriormente il quadro è la morfologia: la catena montuosa che l'attraversa, definisce due differenti regioni climatiche.
La penisola Antartica inoltre, grazie anche alle numerose basi permanenti, è tra le aree più studiate circa i cambiamenti climatici intervenuti negli ultimi decenni. L'andamento termico risente della copertura glaciale della superficie marittima: forte è infatti la differenza fra la fascia costiera occidentale, affacciata sul mare di Bellingshausen, e quella orientale, sul Mare di Weddell.
Questo fatto salta all'occhio osservando i valori delle basi argentine Esperanza (sulla costa della baia della Speranza, nella penisola Trinity) e vicecomodoro Marambio (Seymour Island), separate da un braccio di mare di circa 80 chilometri: nella prima (periodo 1946-2005, con interruzioni) la temperatura media annua è di -5,3 °C; nella seconda (1971-2005, con interruzioni), di -8,5 °C. Lungo la costa orientale, le fredde acque del Mare di Weddell determinano, a parità di latitudine, una differenza di circa -7 °C rispetto al versante occidentale; le correnti da est o da sud est prevalenti in questa regione, non raggiungono la costa occidentale, protetta dalla dorsale montuosa che fa da spartiacque.
Il riscaldamento della costa occidentale della penisola Antartica è stato definito come il più elevato della Terra nella seconda metà del XX secolo: nella base ucraina Akademik Vernadskij (già Faraday) è stato di circa 2,5 °C su base annua. Tale riscaldamento, che coinvolge anche il versante orientale, appare come combinazione multifattoriale, dovuta a:
- intensificazione della circolazione occidentale, con avvezioni calde che comportano un aumento della nuvolosità, conseguente positività del bilancio radiativo e riduzione dell'escursione annua;
- diminuzione della superficie glacializzata del mare di Bellingshausen, con effetto di amplificazione climatica per via del ridotto albedo;
- possibile influenza del modificarsi della corrente circumpolare antartica come causa ed effetto.

L'incremento termico, nel mare di Weddell ha determinato il collasso di parte della Barriera di Larsen: dei 118.185 km² a nord dei 70° lat. S inoltre, nel 2002 era riconosciuta come potenzialmente esposta allo scioglimento della copertura nevosa o glaciale una porzione di circa 85.000 km², pari al 71,9% della superficie.

### Flora
La penisola Antartica è l'unico luogo del continente dove fioriscono delle piante. Si tratta di due specie di angiosperme, la Colobanthus quitensis e la Deschampsia antarctica.

### Fauna
Sulla penisola antartica si trovano quasi tutte le specie animali presenti in Antartide.